# Улисес Сауседо
Улисес Сауседо  (3. март 1902 — 21. новембар 1996)  био је боливијски фудбалски тренер и судија. Тренирао је репрезентацију Боливије током првог ФИФА-иног светског купа у Уругвају 1930. године, а такође је током турнира деловао као судија.
Његов ангажман као селектор није био запажен колико његова каријера фудбалског судије када је у мечу између Мексика и Аргентине досудио чак три пенала. Боливија је изгубила оба меча на том првенству резултатом 4:0 од Југославије и Бразила, од којих је други меч видео обе репрезентације са потпуно истим дресовима, да би се Боливија променила током прекида у првом полувремену.